# Corydon Township (Iowa)
Corydon Township est un township du comté de Wayne en Iowa, aux États-Unis,.
Il est nommé par un juge du comté en référence à Corydon (Indiana).

## Source de la traduction
- (en) Cet article est partiellement ou en totalité issu de l’article de Wikipédia en anglais intitulé « Corydon Township, Wayne County, Iowa » (voir la liste des auteurs).